# Manio Acilio Aviola (cónsul 82)
Manio Acilio Aviola (en latín, Manius Acilius Aviola) fue un senador romano de los siglos I, que desarrolló su carrera política bajo los imperios de Nerón, Vespasiano, Tito y Domiciano. 

## Familia
Era hijo de Manio Acilio Aviola, consul ordinarius en 54, bajo Claudio, fallecido muy anciano en 97. 

## Carrera política
Su único cargo conocido fue el de consul suffectus entre marzo y abril 82, bajo Domiciano.

## Descendencia
Su hijo Manio Acilio Aviola fue consul ordinarius en 122, bajo Adriano.